# Tres Picos
Tres Picos är en ort i Mexiko.   Den ligger i kommunen Tonalá och delstaten Chiapas, i den sydöstra delen av landet, 700 km sydost om huvudstaden Mexico City. Tres Picos ligger 28 meter över havet och antalet invånare är 4 881.
Terrängen runt Tres Picos är varierad. Runt Tres Picos är det ganska glesbefolkat, med 50 invånare per kvadratkilometer. Tres Picos är det största samhället i trakten. Omgivningarna runt Tres Picos är en mosaik av jordbruksmark och naturlig växtlighet.